# Milton hurrikán (2024)
A Milton hurrikán trópusi ciklon, 2024 legerősebbje, ami a Yucatán-félsziget és Kuba után az amerikai Florida államon haladt át. Kevesebb, mint két héttel az után csapott le az államra, hogy a Helene hurrikán nagy károkat tett a Big Bend területen. A 2024-es atlanti hurrikánszezon második ötös kategóriájú hurrikánja. Legmagasabb intenzitásakor az Atlanti-óceán történetének ötödik legerősebb feljegyzett hurrikánja volt. Ezt követően visszaesett a négyes kategóriába, mielőtt újra felerősödött. Végül szélnyírás következtében gyengült, hármas kategóriájú hurrikánkért ért partot Siesta Key közelében. Nagyjából öt és fél órával később már egyes kategóriájú volt, hajnali hat körül hagyta el az állam keleti partját.
A hurrikán lecsapását Floridában az állam történetének legnagyobb evakuációs folyamata előzte meg, közel 6 millió embert szólítottak fel, hogy hagyja el lakhelyét. Legalább tizenöten életüket vesztették a katasztrófa következtében: egy nő Mexikóban, és tizennégyen az Egyesült Államokban.

## Károk

### Mexikó
A Milton esői Campeche városában áradást okoztak. Yucatán államot érintette leginkább a vihar, 12 ezer ember maradt áram nélkül a lecsapása után. Celestúnból evakuáltak embereket, a Ciudad del Carmen–Isla Aguada autópálya egy része is víz alá került. Egy nő belefulladt a hurrikán okozta hullámokba Calkiní községben. Progresóban összeomlott egy ház a szelek miatt, míg az eső majdnem elpusztított egy otthont Chuburnában.
Sisalban és Celestúnban volt a legnagyobb a kár, áradások, kidőlt fák és áramkimaradások formájában. El Cuyo, Río Lagartos és Las Coloradas településekről legalább ezer embert ki kellett menekíteni. A Cancúni nemzetközi repülőtér több járatot is törölt.

### Kuba
Surgidero de Batabanó falu közelében áradásokat okozott a vihar, míg Havanna közelében felfüggesztették a kompok működését október 8-án. A maximum szélsebességek a területen 80 km/h-t értek el.

### Egyesült Államok
A Milton következtében két kisebb tornádó is létrejött, és partot ért a hurrikán előtt, áthaladva az Interstate 75-on. Október 9-én 13:00 körül egy harmadik is lecsapott Fort Myers közelében. 18:00 körül a National Weather Service kiadott egy közleményt, ami szerint 55 tornádó-figyelmeztetést adott ki, kilenc tornádót megerősítve. St. Lucie megye sheriffje és szóvivője megerősítette, hogy többen is életüket vesztették, és sok házban kárt tett a vihar. Összességében rekordnak számító 126 figyelmeztetést adtak ki az államban.
A Milton partot érése előtt már legalább 125 otthont elpusztított a vihar, 2,6 millió épület maradt áram nélkül. Wellingtonban tízen sérültek meg.

## Legintenzívebb atlanti hurrikánok listáján
| #              | Elnevezés   | Szezon | Nyomás | Nyomás |
| #              | Elnevezés   | Szezon | mbar   | inHg   |
| -------------- | ----------- | ------ | ------ | ------ |
| 1              | Wilma       | 2005   | 882    | 26,05  |
| 2              | Gilbert     | 1988   | 888    | 26,23  |
| 3              | Munka ünnep | 1935   | 892    | 26,34  |
| 4              | Rita        | 2005   | 895    | 26,43  |
| 5              | Milton      | 2024   | 897    | 26,49  |
| 6              | Allen       | 1980   | 899    | 26,55  |
| 7              | Camille     | 1969   | 900    | 26,58  |
| 8              | Katrina     | 2005   | 902    | 26,64  |
| 9              | Mitch       | 1998   | 905    | 26,73  |
| 9              | Dean        | 2007   | 905    | 26,73  |
| Forrás: HURDAT |             |        |        |        |

## Az eseményt belengő tévhitek

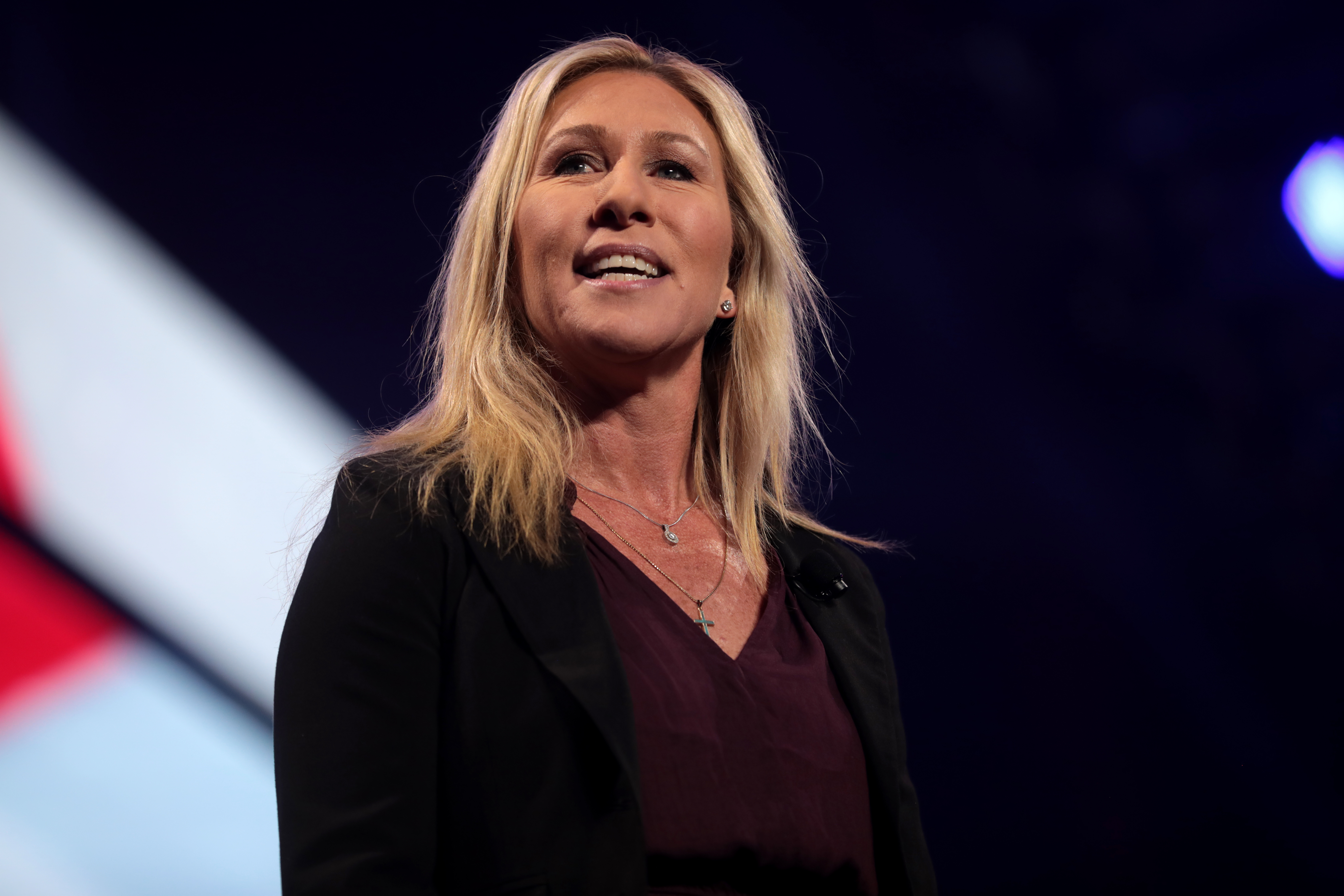
Marjorie Taylor Greene

A hurrikánszezon legszokatlanabb momentuma volt, amely már-már egyedülállónak nevezhető, hogy főleg az interneten, így a közösségi médiában megszaporodtak az összeesküvés-elméletek és álhírek. A meteorológusoknak komoly kihívást jelentett, hogy hitelesen tájékoztassák a lakosságot, ugyanakkor megcáfolják a különböző dezinformációkat, mialatt egyesek életveszélyesen megfenyegették őket.
A szakértők szerint rendkívüli, hogy nagymértékben csökkent a közbizalom a szakértők iránt, a laikusok pedig sokkal fogékonyabbak azon képtelen konteókra, mely szerint a meteorológusok titkos eszközök (lézerfegyverek) segítségével, háttérhatalom megbízásából befolyásolják az időjárást és idézik elő a hurrikánokat. Elemzők szerint az éghajlatváltozással szembeni látszólagos tehetetlenség szorongást, félelmet ébreszt az emberekben, amely táptalaja ilyen tévhitek kialakulásának.
Nemcsak az egyszerű középosztályból vannak támogatói a konteóknak, de politikusok is, így Marjorie Taylor Greene floridai republikánus képviselő, aki közösségi oldalán olyan bejegyzést osztott meg, miszerint a jelenlegi Biden-kormány megbízásából republikánus körzeteket sújtanának hurrikánokkal. Ekkoriban már zajlott 2024-es elnökválasztási kampány az országban.
Greene egész konkrétan a Nemzeti Óceán- és Légkörkutatási Hivatalt vádolta az időjárás ijedtén befolyásolásával, amelyet egy olyan képernyőfotóval igyekezett alátámasztani, hogy felhővetéssel képesek esőket létrehozni. Greene ennél tovább is ment, s a Szövetségi Vészhelyzet-kezelési Ügynökséget is olyasmivel gyanúsította, hogy a hurrikán miatt bajba kerültek helyieket nem, kizárólag bevándorlókat segítik. Greene képtelen állításait számos cáfolat kísérte, továbbá elítélték a republikánusok részéről is. Joe Biden felszólította Greene-t, hogy hagyja abba a bizarr állítások terjesztését, mivel az alááshatja a közbizalmat a segítségnyújtásban, valamint a helyreállítási erőfeszítésekben.